# Bunefer
| b | nfr | f · r |

| b | nfr | f · r |

Bunefer byla staroegyptská královna ze 4. nebo 5. dynastie. Král, za kterého byla vdaná, není jistý. Pravděpodobně zemřela zhruba ve třiceti letech vzhledem k lebce nalezené v jejím sargofágu. Byla pohřbena v hrobce G 8408 v centrálním poli nekropole v Gíze.

## Život
Jeden z jejích titulů, „kněžka Šepseskafa“, vedly k teorii, že mohla být manželkou nebo dcerou Šepseskafa. Její hrob se nachází v blízkosti komplexu Chentkaus I., což dále naznačuje, že žila na konci 4. nebo na začátku 5. dynastie. Rovněž bylo navrženo, že byla manželkou onoho záhadného krále Thamphthise.

## Hrobka
Buneferina skalní hrobka se nachází na sever od pohřebního komplexu královny Chentkaus I. v centrálním poli v Gíze. V jedné ze scén je zmíněn syn, ale má jednoduché tituly jako soudce a dozorce písařů. Pohřební komora Bunefer obsahovala bílý vápencový sarkofág. Uvnitř sarkofágu byla nalezena lebka ženy, která zemřela zhruba ve třiceti letech, možná je toto lebka Bunefer.